# 佐藤修造
佐藤修造（さとう しゅうぞう、Shuzo Sato、1954年5月20日 - ）は、写真家。　
福岡県出身、コレクション/ポートレートを中心に活動。

## 経歴
東京総合写真専門学校を経て、81年夏に渡仏。
83年よりコレクションの撮影を始め94年に帰国、パリ、ミラノ、を中心に活動していたが、30年経った2012年を期に引退。
その後、パリにてRynshu（前masatomo）、Paul Smithのショーの記録撮影、ポートレートの撮影等行っていたが、2013年これら全て引退。
その後、青森県津軽に住居を移し作家活動に入る。
現在、津軽の写真をFacebookにて順次UP中である。
弟子に磯邉優子がいる。

## 写真展
- 2011年7月　『昭和の香り　-酒場-』（東京　フレームマン銀座サロン）
- 2012年1月   『昭和の香り　-酒場-』（福岡　ギャラリー エス・ピオーネ）
- 2012年4月   『by my foot vol. 1』 （東京　ホワイトギャラリー）
- 2012年12月   『深川』  （東京  フレームマン銀座サロン）